# イソスミレ
イソスミレ（磯菫、学名：Viola grayi）はスミレ科スミレ属の多年草。別名、セナミスミレ（瀬波菫）、ケイソスミレ、イソタチツボスミレ。

## 特徴
有茎の種。高さは15 - 20 cmになる。地下茎は太く長く発達し、垂直に伸び、長さ0.3 - 1 mに達し、肥厚して木質化する。多数の地上茎を分枝させ、しばしば大株になり、径50 cmに達する。根出葉の葉身は質が厚く光沢があり、表面が内側に巻き、心形で、花時に長さ幅ともに1 - 2.5 cm、花後に3.5 - 4 cmになり、先は鋭頭または短くとがり、基部は心形、縁には波状の鋸歯があり、両面ともに無毛。葉の表面は濃緑色で、裏面は淡緑色になる。基部にある托葉は狭卵形で、縁は羽状に浅裂-深裂する。葉柄は長さ3-5cmになり、無毛。
花期は4月から5月。花柄は根出葉および茎葉の腋から伸び、葉より高く抜く出て花をつける。花は径2 - 2.5 cmと大きく、濃紫色から淡紫色。花弁は長さ13 - 15 mm、花弁の先は円みを帯び、側弁の基部は無毛。唇弁の距は太く短く、長さ約5 mmで、白色。萼片は広披針形で、先端は鋭突頭。雄蕊は5個あり、花柱は筒形になり、柱頭は下向きに突き出る。染色体数は2n=20。
1株に20から30以上の花が咲く個体もある。太平洋側では花弁の幅が狭く、花色は淡紫色に、日本海側では花弁の幅が広く円く、花色が濃紫色にになる傾向がある。

## 分布と生育環境
日本固有種。北海道（太平洋側では日高地方、日本海側では石狩地方以南）、本州（太平洋側では青森県、日本海側では青森県から鳥取県まで）に分布し、砂浜海岸、砂丘、それらに隣接するクロマツ林の林床や林縁に生育する。ハマハタザオや低木が生える場所に見られる。

## 名前の由来
和名のイソスミレは「磯菫」の意。
種小名（種形容語）grayi は、エイサ・グレイへの献名。

## セナミスミレ
別名のセナミスミレは、1928年に牧野富太郎が新潟県の瀬波海岸を訪れた際に、海岸砂丘のイソスミレが大株になっているので、「セナミスミレ」と呼ぶのがふさわしいと提唱したもの。その後、中井猛之進によって1939年に正式にイソスミレとは異なる新種として記載命名された。中井は、「イソスミレよりも遅れて開花する。地上茎は1平方メートル四方に拡がり、大きな株になる。花はイソスミレよりも美しく距は白い。産地名を採って瀬波スミレ Viola senamiensis Nakaiと命ずる」とした。しかし、現在はイソスミレのシノニムとされる。

## 保全状況評価
絶滅危惧II類 (VU)（環境省レッドリスト）
（2019年、環境省）

## ギャラリー

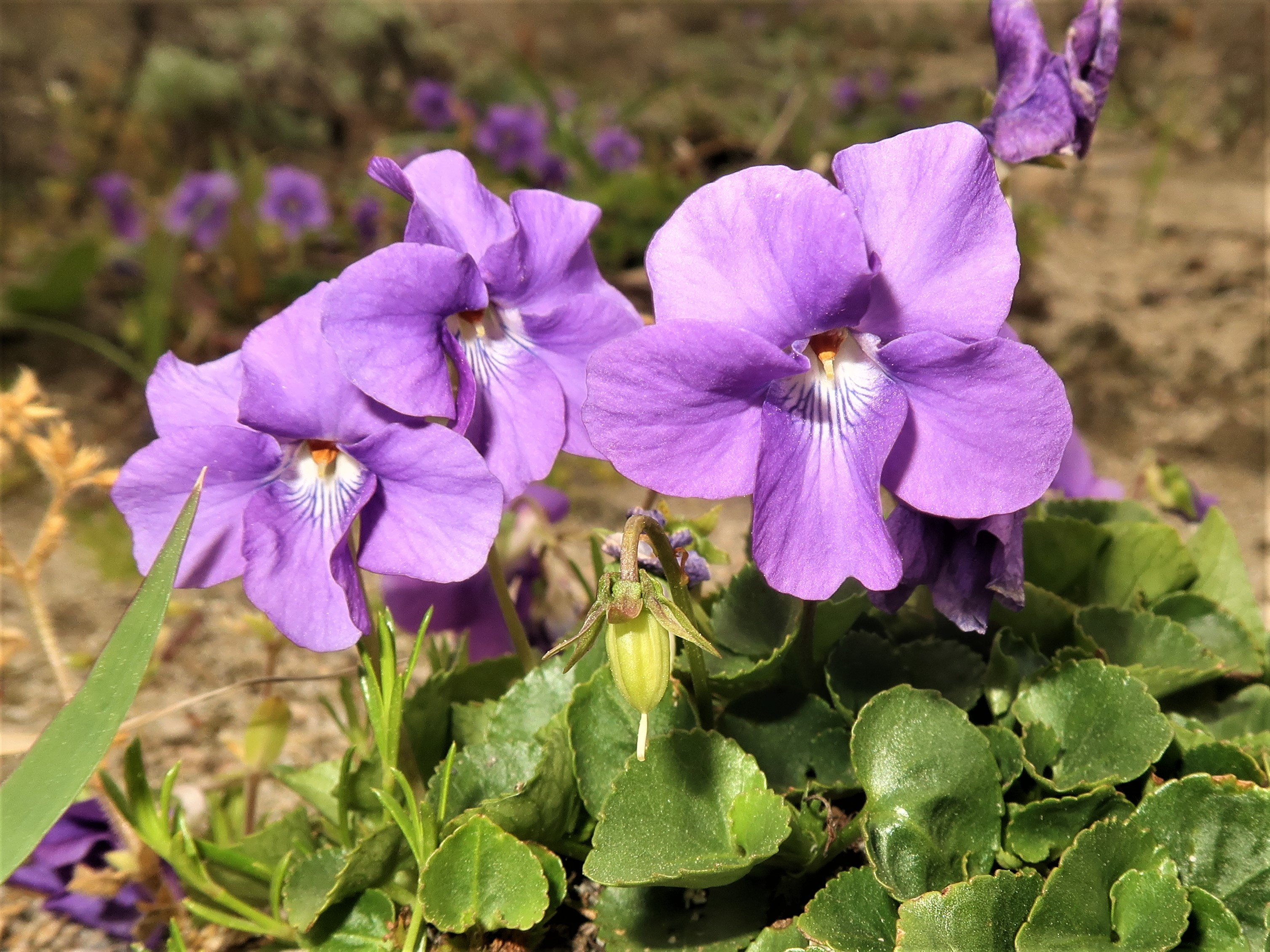
花弁は円みを帯び、側弁の基部は無毛。
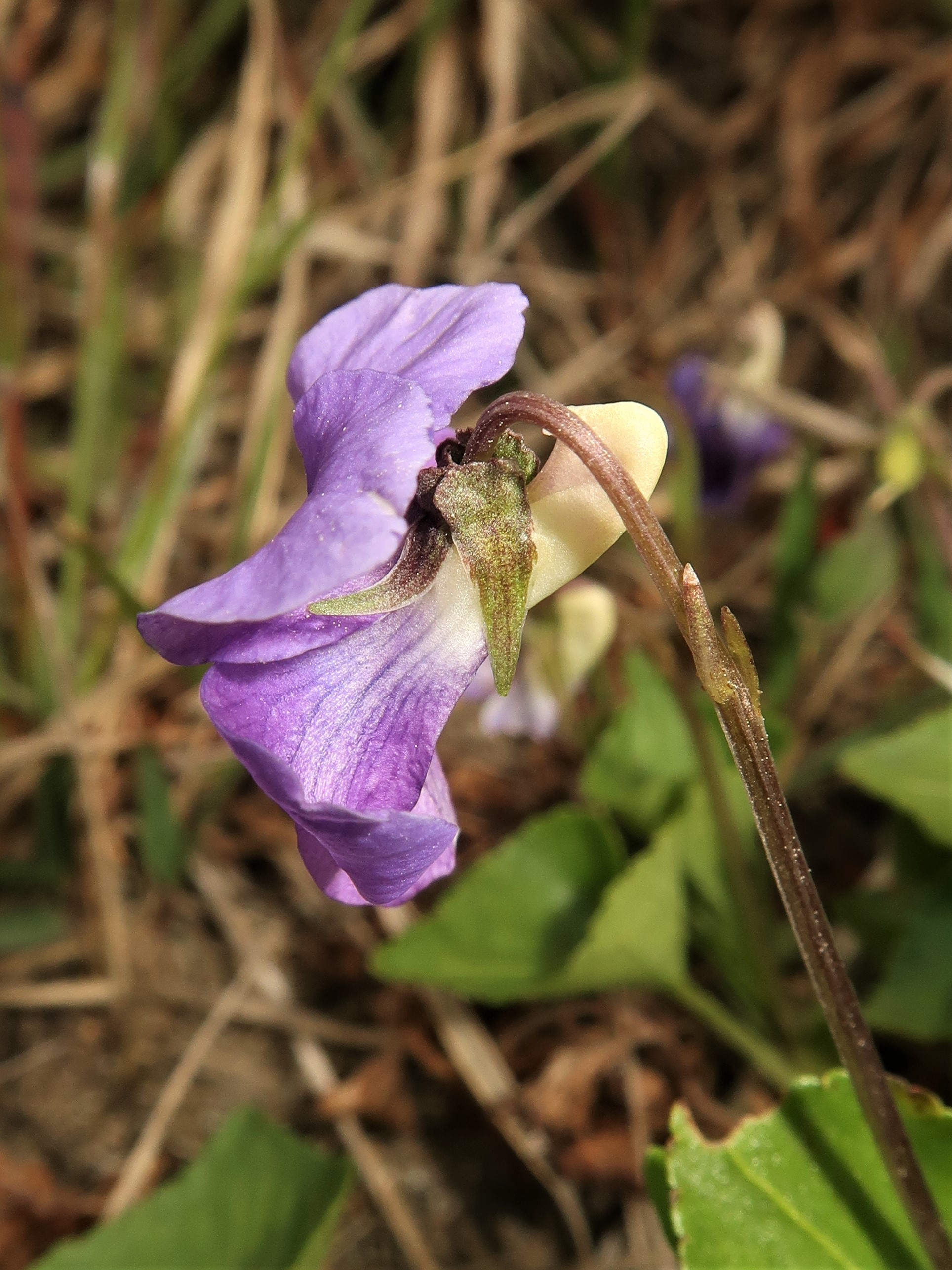
唇弁の距は太く短く、白色。
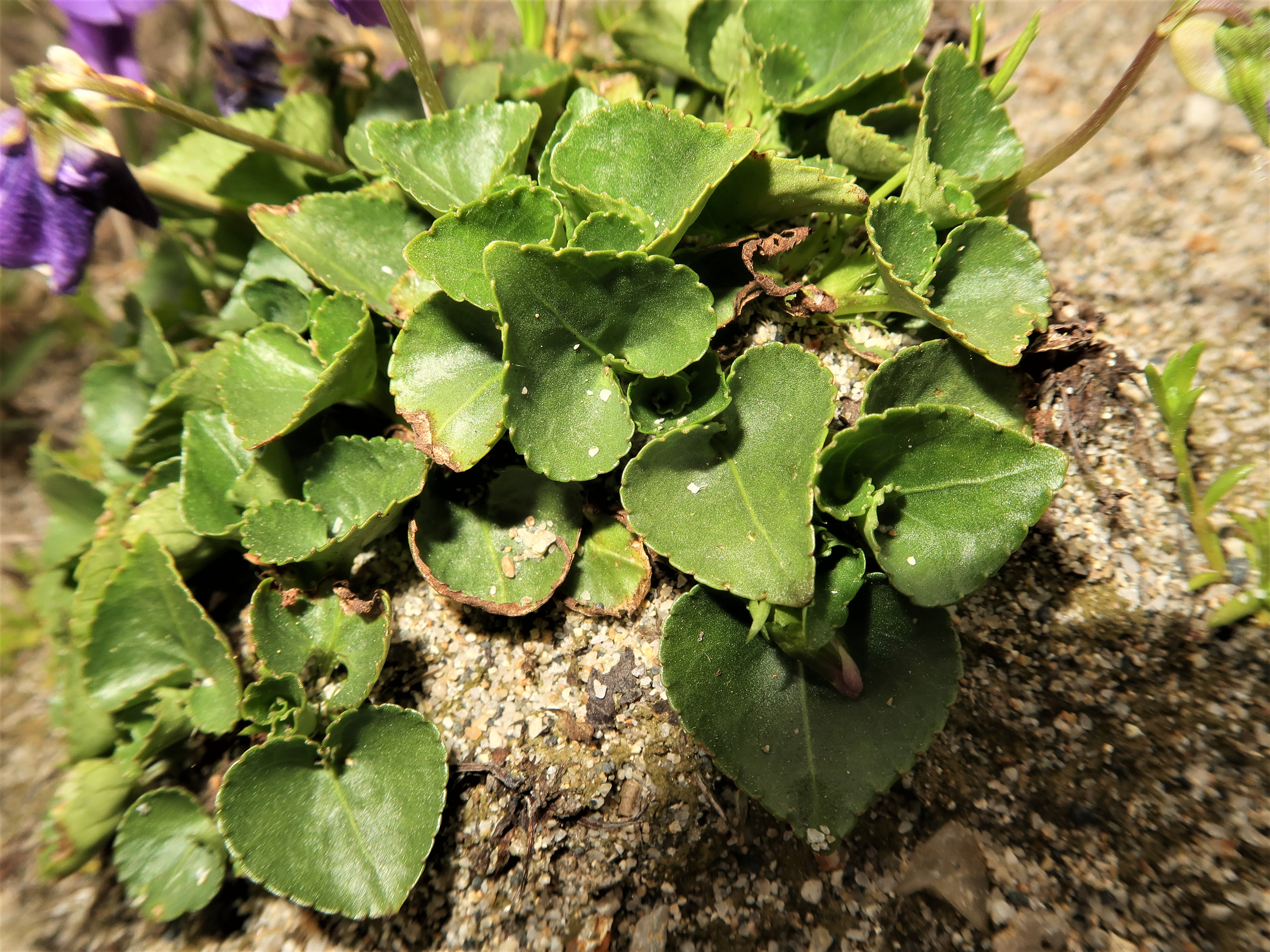
葉の表面が内側に巻き、心形で、縁には波状の鋸歯がある。
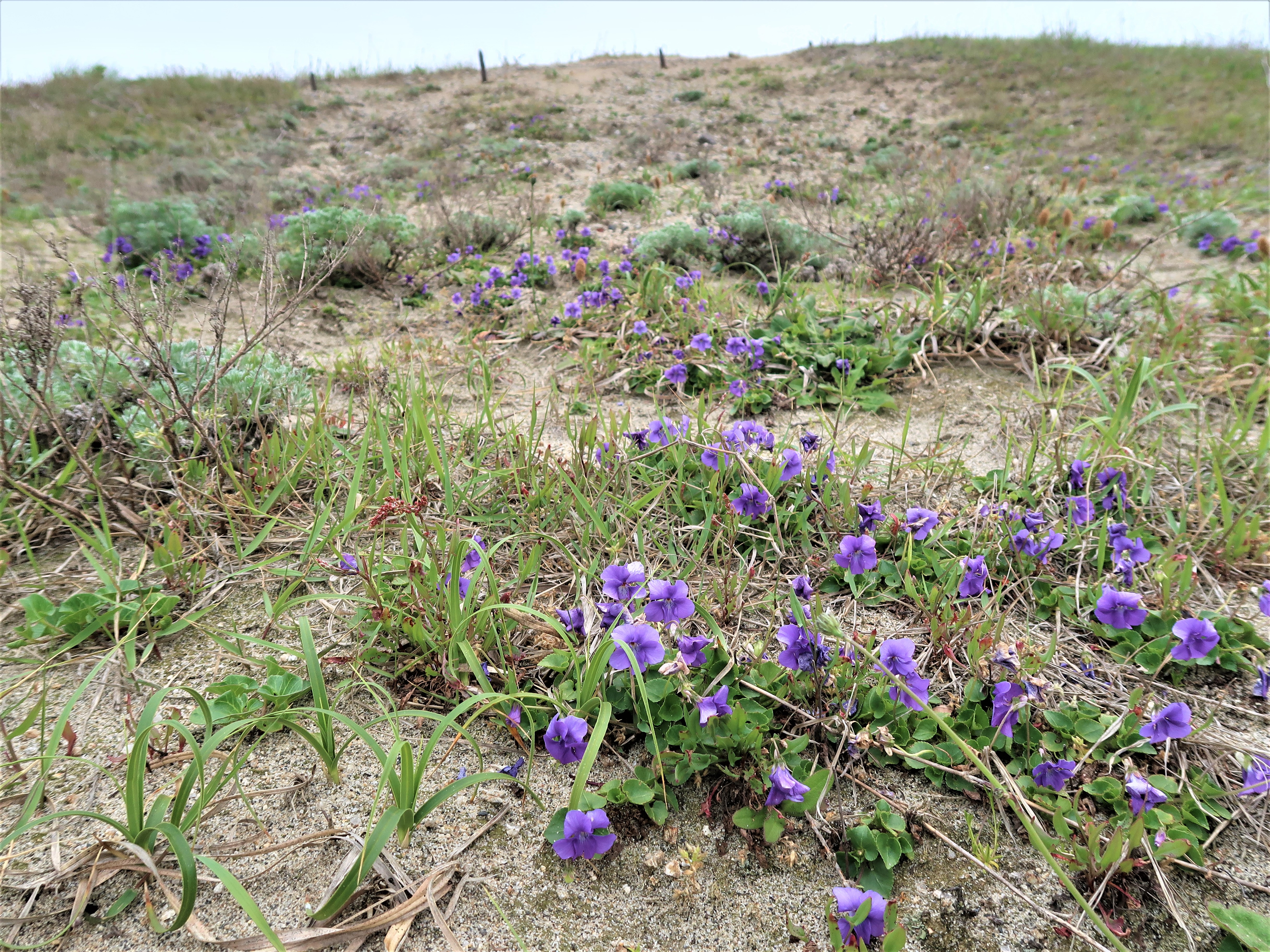
砂丘で、スゲ属の植物、カワラヨモギ、ハマヒルガオなどとともに生える。

## 交雑種
- エチゴタチツボスミレ Viola grayi Franch. et Sav. × V. grypoceras A.Gray[14] - イソスミレ×タチツボスミレ[14]。